# Hodac
Hodac (Hongaars: Görgényhodák) is een comună in het district Mureş, Transsylvanië, Roemenië. Het is opgebouwd uit zeven dorpen, namelijk:
- Arşiţ
- Bicaşu
- Dubiştea de Pădure
- Hodac (Hongaars: Görgényhodák)
- Mirigioaia
- Toaca
- Uricea